# Conopholis
Conopholis – rodzaj roślin z rodziny zarazowatych (Orobanchaceae). Obejmuje trzy gatunki. Zasięg rodzaju obejmuje wschodnią i południową Amerykę Północną – wschodnią Kanadę, południowe i wschodnie Stany Zjednoczone, Meksyk i kraje Ameryki Centralnej po Panamę. 
Są to pasożyty całkowite dębów Quercus. Conopholis americana jest wykorzystywany jako roślina lecznicza.

## Morfologia
PokrójBezzieleniowe rośliny tworzące trwałą, bulwiastą i drewniejącą strukturę wegetatywną rozwijającą się na korzeniu rośliny-gospodarza. Ma ona barwę ciemnobrązową do czarnej, powierzchnię gruzełkowato zgrubiałą i pozbawiona jest korzeni. Wyrastają z niej prosto wzniesione, mięsiste i nagie łodygi kwiatonośne barwy żółtej, brązowej do czarnej.
LiścieSkrętoległe, siedzące, wyrastają dachówkowato, ciasno ułożone na łodydze. Blaszka jest całobrzega lub orzęsiona, albo drobno wcinana.
KwiatyZebrane w gęsty, szczytowy kwiatostan groniasty na łodydze. Kwiaty osadzone są na szypułce wspartej przysadką. Kielich jest rurkowaty, grzbiecisty, złożony z 2, 4 lub 5 działek, których łatki są lancetowate. Korona także jest rurkowata i grzbiecista; jest wygięta i tworzona przez 5 żółtych płatków. Dolna warga ma trzy łatki (czasem jedną), górna dwie. Pręciki są 4, dwusilne, wystają z gardzieli korony. Ich nitki są nagie lub owłosione u nasady. Zalążnia jest jednokomorowa. Znamię na szczycie szyjki słupka jest dyskowate lub podzielone na 2–4 łatki.
OwoceNiepękające torebki zawierające liczne (od 300 do 600), drobne nasiona. Owoc uwalnia nasiona po uszkodzeniu owocni przez żerujące zwierzęta (owady, często mrówki, lub kręgowce). Nasiona spadają w pobliżu rośliny macierzystej lub przemieszczane są przez zwierzęta.

## Systematyka
Pozycja systematyczna
Rodzaj z plemienia Orobancheae z rodziny zarazowatych (Orobanchaceae).
Wykaz gatunków
- Conopholis alpina Liebm.
- Conopholis americana (L.) Wallr.
- Conopholis panamensis Woodson